# Araukanci
Araukanci (Araucan; Španjolski: Araucano; pl. Araucanos).- Ime plemenima koja govore jezicima porodice Araucanian u Čileu i Argentini. Najpoznatija su plemena Čilea tradicionalno podijeljena na 3 velike grane, Mapuche ('ljudi zemlje'), Picunche ('ljudi sa sjevera') i Huilliche ('ljudi juga'). Među njima još se ipak nalazi nekoliko plemena koja govore, ili su se prije služila vlastitim jezicima i dijalektima. To su:
- Chilote, Čile
- Cunco, Čile.
- Diviche, Argentina.
- Leuvuche, Argentina.
- Manzanero, Argentina
- Moluche, Argentina.
- Pehuenche, Čile i Argentina.
- Ranquelche, Argentina
- Salinero (Llamlmache)
- Serrano, Čile. Postoje još dva plemena s ovim imenom, to je jedno pleme Seri indijanaca iz Meksika, i šošonsko pleme iz Kalifornije.
- Taluche, Argentina.
- Voroga

Sva ova plemena često kolektivno nazivaju imenom Mapuche. Mapuche su međutim samo jedno od njihovih plemena, najjače i najbrojnije, politički najaktivnije. Indijanci Picunche koji još tamo postoje pokoreni su od Španjolaca prije kraja sedamnaestog stoljeća. Grupa Huilliche poprimila je način života ruralnih mestika, danas žive među njima. Oko 200,000 Mapuche Indijanaca (dakle ne onih iz drugih plemena) žive po dolinama u podnožjima Anda, od rijeke Bio-Bio do južno od rijeke Tolten.  Indijanska plemena Diviche, Leuvuche, Manzaneros, Moluche, Serranos, Ranquelches i dijelovi Pehuencha potomci su emigranata koji su prešli Ande, i u velikim brojevima se pred nekih 400 godina naselili u Argentini. Kontakti između čileanskih i argentinskih Araukanaca još se ne prekidaju, socijalna organizacijama također im je slična. 
Araukanci se razlikuju od svih ostalih grupa koje ih okružuju. Društvo je patrilinearno. 
U doba otkrića bilo ih je oko 250,000. U današnje vrijeme oko 40,000 Araukanaca živi u Argentini, u Čileu, zemlji matici, oko 400,000.

## Ime
Ime Araukanaca (Araucanos), došlo je po provinciji Arauco. Korijen riječi je u araukanskom 'ragh', 'raq', 'rau', u značenju 'glina' + 'ko' ili 'co', u značenju 'voda'.

## Običaji
Araukanci su opisani kao stasiti, visoki ljudi, vješti trkači i plivači. Njihova lica podsjećaju na Azijate, kose oči, izbočene jagodice i krupne glave. –Bili su hrabri i divlji ratnici vješti s lukom i strijelom.
-Lov, ribolov i ratarstvo bili su njihova zanimanja. Od kukuruza pravili su piće 'chicha', veoma rašireno po Južnoj Americi. Za Jeana Descolu Araukanci su najviše voljeli jesti ljudsko meso, no na repertoaru je najčešće bila riba i povrće. Oruđe starih Araukanaca bilo je od kamena a odjeća od kože, šivali su je iglama od ribljih kostiju. –Žena je u araukanskom društvu bila na dnu, nabavljala se trgovinom. Ovi vješti ratnici pružali su žestok otpor Inkama a kasnije i Španjolcima. Svoju djecu od malenih nogu vodili su u rat. Govorništvo je kod njih bilo na visokoj cijeni. Prema Evi Lips, imali su govorničke škole u kojima su se učila pravila retorike. Bez oratorskog talenta nitko nije mogao uživati veći ugled ni steći položaj. 

## Religija -šamanizam
Araukanci su po vjeri šamanisti. Šamanizmom su se bavili homoseksualci (takozvani šamani-berdaši, poznati su nam i kod sjevernoameričkih Indijanaca Illinois, Sioux i drugih), isti je slučaj kod Čukča s Čukotskog poluotoka. Danas je kod Araukanaca šamanizam u rukama žena. Žene-šamani poznate su kod njih pod imenom 'machi'. Izbor za šamana obično pada na osobu na kojoj se naglo ispoljila neka bolest, ona pada 'kao mrtva', a kada se povrati, izjavljuje 'da je machi'.  Neofiti koji se spremaju da budu šamani, moraju sa svojim učiteljima zajedno da gaze preko vatre. Prema Rosalesu (u njegovoj Historia...de Chile) stoji da su njihovi šamani viđeni kako si vade oči i čupaju nos i zamjenjuju ih sa svojim učenikom. Njihovi šamani izvodili su još neka čuda, sve navodno bez tragova krvi i bola. Poznavaoci njihovog šamanizma su R. P. Housse, kao i Alfred Métraux. 
Kod Araukanaca je prevladavalo vjerovanje u čaroliju, gatanje, u udobrovoljavanje nesklonih nadnaravnih bića. Njihovi šamani liječili su bolesti i dozivali kišu.  Uzrok bolesti je prodor nekog stranog tijela (kod kalifornijskih Karoka to je 'pain' koji je ušao u meso), ili možda kakav zloduh ili gubitak duše. Šamanu je zadak da to izliječi, i on je za to osposobljen.

## Povijest
Poznata povijest Araukanaca počinje tek invazijom Inke Tupac Yupanquia, negdje od 1448. Inke nisu ostavili jačeg utjecaja. Borbe poglavica Lautara i Caupolicána koje su vodili protiv Španjolaca Pedra de Valdivie, ovjekovječio je španjolski vojni i pjesnik rođen u Madridu, Alonso de Ercilla y Zúñiga, u svojoj poemi 'La Araucana' (izdana prvi puta 1569., zatim 1578., 1590., 1776., 1828.). Bili su veoma uspješni u obrani svoje domovine. Do pred kraj 16. stoljeća (oko 1598., vidi ustanak Mapuchea 1598.) zbrisali su sva španjolska naselja južno od rijeke Bío-Bío (npr. La Imperial). Njihovi ratovi nastavljaju se i u 17. i 18. stoljeću. Podizani su ustanci 1723., 1740. i 1766. --Doseljenje bijelaca u 19. stoljeću dovodi do rata 1880-81. koji završava pokoravanjem Araukanaca 1883. –Ranije, tijekom ratova na početku osamnaestog stoljeća, dijelovi Araukanaca prelaze u Argentinu. U pampasima Araukanci hvataju konje koji onamo lutaju, i prihvaćaju kulturu Puelche Indijanaca, ovi se na koncu pretopiše u Araukance.  General Julio Argentino Roca pokorio je i ove Araukance od 1879. – 83. godine.

## Vanjske poveznice
- The Unconquered Mapuche  Arhivirana inačica izvorne stranice od 18. srpnja 2006. (Wayback Machine)
- Lengua Mapudungu
- La Nacion Mapuche  Arhivirana inačica izvorne stranice od 4. siječnja 2010. (Wayback Machine)
- Butanmapu Mapuche En El Parlamento Pehuenche Del Fuerte De San Carlos, Mendoza, 1805  Arhivirana inačica izvorne stranice od 24. listopada 2005. (Wayback Machine)
- Araucanian (14th)
- Araucanian (15th)
- Araucanian (16th)